# گئورگ چپجیان
گئورگ آوتیسی چپجیان (ارمنی: Գևորգ Ավետիսի Չեփչյան؛  ۲۵ سپتامبر ۱۹۲۷ – ۱۴ ژانویهٔ ۲۰۱۶) یک بازیگر اهل ارمنستان بود.

## زندگی‌نامه
وی در ۲۵ سپتامبر ۱۹۲۷ در روستوف-نا-دونو به دنیا آمد و از آکادمی دولتی هنرهای زیبای ارمنستان فارغ‌التحصیل شد. وی در فرهنگستان دولتی تئاتر سوندوکیان فعالیت می‌کرد. وی همچنین برندهٔ جوایزی همچون هنرمند شایسته ارمنستان شوروی (۱۹۷۱) شده‌است. وی در ۱۴ ژانویهٔ ۲۰۱۶ در سن ۸۸ سالگی در ایروان درگذشت.

## گزیده فیلمشناسی
از فیلم‌ها یا برنامه‌های تلویزیونی که وی در آن نقش داشته‌است می‌توان به ۰۱-۹۹، آرشاک اشاره کرد.